# Avvocati a New York
Avvocati a New York (Raising the Bar) è una serie televisiva statunitense. Negli Stati Uniti è andata in onda su TNT dal 1º settembre 2008 al 24 dicembre 2009.
In Italia il legal drama è distribuito dal canale televisivo tematico Fox Crime. Dal 14 giugno 2011 il serial è trasmesso in prima visione in chiaro su La5.
La serie è stata cancellata dalla TNT per scarsi ascolti della serie dopo i 25 episodi prodotti.

## Produzione
Avvocati a New York è una serie creata e scritta da Steven Bochco, già ideatore di NYPD - New York Police Department e Hill Street giorno e notte, e da David Feige. Dopo aver completato la prima stagione con un totale di dieci episodi dalla durata di quaranta minuti circa, la TNT ha rinnovato la serie per una seconda stagione di quindici episodi. Tuttavia, nel novembre del 2009, il network americano ha annunciato la decisione di cancellare la serie al termine della seconda stagione.

## Trama
Jerry Kellerman è un difensore pubblico molto idealista che si batte con tutte le energie per difendere i diritti dei suoi assistiti, fino a scontrarsi spesso con l'autorevole giudice Trudy Kessler. Il suo amico di sempre è l'ambiguo cancelliere Charlie Sagansky, molto vicino al giudice Kessler. Ci sono anche il pubblico ministero Michelle Ernhardt, irremovibile nelle decisioni e pronta a tutto pur di vincere, Marcus McGrath, avvocato idealista come Kellerman, al servizio dell'ufficio del procuratore distrettuale, dove svolge servizio il cinico Nick Balco. Rosalind Whitman è a capo dell'ufficio della pubblica difesa, dove è appena arrivata la bella italo-americana Bobby, Roberta Gilardi. Storie di vite private e professionali, tra rivalità e amicizia.

## Personaggi e interpreti
- Jerry Kellerman è Mark-Paul Gosselaar (stagioni 1-2), doppiato da Stefano Crescentini.
- Rosalind Whitman è Gloria Reuben (stagioni 1-2),d oppiata da Alessandra Cassioli.
- Trudy Kessler è Jane Kaczmarek (stagioni 1-2), doppiata da Roberta Paladini.
- Earnhardt Michelle è Melissa Sagemiller (stagioni 1-2), doppiata da Federica De Bortoli.
- Sagansky Charlie è Jonathan Scarfe (stagioni 1-2), doppiato da Francesco Bulckaen.
- Marcus McGrath è J. August Richards (stagioni 1-2), doppiato da Massimo Bitossi.
- Nick Balco è Currie Graham (stagioni 1-2), doppiato da Roberto Pedicini.
- Woolsley Patrick Richard è Teddy Sears (stagioni 1-2), doppiato da Niseem Onorato.
- Roberta "Bobbi" Gilardi è Natalia Cigliuti (stagioni 1-2), doppiata da Daniela Calò.